# Домартен суз Аманс
Домартен суз Аманс (фр. Dommartin-sous-Amance) насеље је и општина у североисточној Француској у региону Лорена, у департману Мерт и Мозел која припада префектури Нанси.
По подацима из 2011. године у општини је живело 256 становника, а густина насељености је износила 63,52 становника/km². Општина се простире на површини од 4,03 km². Налази се на средњој надморској висини од 213 метара (максималној 350 m, а минималној 206 m).

## Демографија
| 1962. | 1968. | 1975. | 1982. | 1990. | 1999. | 2011. |
| ----- | ----- | ----- | ----- | ----- | ----- | ----- |
| 172   | 221   | 279   | 300   | 282   | 290   | 256   |

График промене броја становника у току последњих година